# Catedral de Mogadiscio
La catedral de Mogadiscio fue una catedral católica ubicada en Mogadiscio, Somalia, sede de la diócesis de Mogadiscio. Levantada en 1928 de acuerdo con el plan italiano para el desarrollo de la ciudad, capital de la Somalia italiana, fue construida en estilo neogótico normando basada en la catedral de Cefalú. El último obispo de Mogadiscio, Salvatore Colombo, fue asesinado mientras decía misa en esta catedral durante los episodios de insurgencia armada en 1989. Después de algunos años, el edificio fue casi totalmente destruido por los fundamentalistas musulmanes, dejándolo en un estado ruinoso. Periodistas de la BBC tras visitar el lugar en 2012 informaron de que desharrapados buscaban refugio entre sus maltrechas paredes. Sin embargo, nuevas tiendas habían abierto sus puertas en los alrededores. Los corresponsales señalaban que el techo del templo se hallaba derrumbado, aunque sus muros aún estaban en pie.
En abril de 2013, tras una visita de inspección, fueron anunciados planes de reconstrucción de la catedral por la Diócesis de Mogadiscio.